# Inje Speedium
Il Inje Speedium è un circuito lungo 3,9 km situato nella contea di Inje in Corea del Sud. 
Il circuito fa parte di un complesso più grande, chiamato Inje Auto Theme Park. Il circuito può avere oltre al tracciato standard altri due più brevi da 2 577 chilometri e 1 375 chilometri.
La pista è stata inaugurata con una gara del campionato giapponese Super Taikyu il 25 maggio 2013; il 4 agosto 2013 ha ospitato la gara d'apertura della stagione 2013 dell'Asian Le Mans Series.
Il circuito ospiterà l'ottava gara del campionato World Touring Car Cup del il 18 ottobre 2020.